# 충청투데이
《충청투데이》는 대한민국 대전광역시와 청주시에 위치한 조간신문사로 충청권을 대표하는 일간신문 충청투데이를 발행이다. 1990년 6월 11일 대전매일로 창간하였고, 2005년 1월 충청투데이로 제호를 변경하였다. 현재 본사는 대전‧충남본사와 충북본사 이원 체제로 운영하고 있다. 대전‧충남본사는 대전광역시 서구 갈마중로 30번길 67에, 충북본사는 충청북도 청주시 흥덕구 흥덕로 159에 있다.

## 역사
1990년 6월 11일 대전매일로 창간한 지방 종합 일간신문이다. 1991년 석간에서 조간으로 전환하였으며 주당 발행면수는 128면이다. 대전광역시에서 발행부수의 51%, 지방에서 49%가 판매되며 지사, 총국, 지국 합계 총 68곳의 국내보급망을 두고 있다. 1996년 현재 본사사옥인 대전광역시 서구 갈마중로 30번길 67로 이전했으며, 2005년 1월 충청투데이로 제호를 변경하였다. 충청투데이는 대전일보와 함께 대전지역 2대 일간지이다.